# Fairview, Kalifornien
Fairview är en ort (CDP) i Alameda County, i delstaten Kalifornien, USA. Enligt United States Census Bureau har orten en folkmängd på 10 003 invånare (2010) och en landarea på 7,2 km².